# Фрёлих, Йозеф Алоис фон
Йо́зеф Ало́ис фон Фрёлих (Josef Alois von Frölich; 1766—1841) — немецкий медик, энтомолог и ботаник. Известен как знаток мхов и колеоптеролог.

## Работы
- «Bemerkungen über einige seltene Käfer aus der Insectensammlung des Herrn Rudolph in Erlangen» (2 ч., «Naturforsch.», 1792 и 1802);
- «Kritisches Verzeichnis der oesterreichischen Schneckenkäfer» (там же, 1793);
- «Neue Gattungen und Arten von Käfern» (там же, 1799);
- «Beschreibung einiger neuer Eingeweidewürmer» (там же, 1789, 1791 и 1802);
- «Beitrage zur Naturgeschichte der Eingeweidewürmer» (там же, 1791 и 1802).